# Vukovo Selo
Vukovo Selo je pogranično naselje u Zagrebačkoj županiji, administrativno u sastavu Općine Brdovec. Površina naselja iznosi 1,84 km2. Prema popisu stanovništva iz 2001. naselje ima 381 stanovnika.
Naselje se nalazi uz samo granicu s Republikom Slovenijom, na lijevoj obali rijeke Sutle. Samo naselje nalazi se na brežuljku. U naselju ne postoji granični prijelaz (najbliži je u oko kilometar udaljenoj Harmici). U naselju postoji Vatrogasno-društveni dom. Nema škole, niti zdravstvene ustanove.
U naselju postoji željeznička stanica na pruzi Savski Marof – Kumrovec (trenutno u remontu, prijevoz se obavlja autobusima). Naselje je prometno povezano i autobusnom linijom sa Zaprešićem.
U Vukovom Selu djeluje Dobrovoljno vatrogasno društvo Vukovo Selo od 1946. godine.

## Stanovništvo
| broj stanovnika | 131   | 144   | 148   | 161   | 190   | 200   | 219   | 262   | 298   | 307   | 335   | 325   | 333   | 325   | 381   | 427   | 408   |
|                 | 1857. | 1869. | 1880. | 1890. | 1900. | 1910. | 1921. | 1931. | 1948. | 1953. | 1961. | 1971. | 1981. | 1991. | 2001. | 2011. | 2021. |

## Vanjske poveznice
- Službene stranice mjesnog odbora[neaktivna poveznica]